# The Gamer (manhwa)
The Gamer (coreano: 게이머 RR, RR: Deo Geimeo) é um webtoon hospedado por Naver Webtoon. O webtoon é vagamente influenciado por RPGs de fantasia, Dungeons & Dragons e a série de quadrinhos de fantasia Discworld, mas ambientada na Coreia do Sul contemporânea, originalmente não introduzindo nada fora do comum. Uma vez que o protagonista principal, Han Jihan, percebe uma caixa de diálogo à sua frente como em um videogame, ele reconhece que se tornou um personagem de videogame e eventos sobrenaturais começam a acontecer.

## Enredo
Han Ji-Han era um estudante normal do ensino médio que desenvolveu uma habilidade especial que lhe permitiu tratar o mundo ao seu redor como um jogo chamado 'The Gamer'. Ele percebeu que, ao subir de nível, poderia aumentar suas estatísticas e melhorar seu corpo e mente, entre outras coisas. Um dia depois de perceber que ele também pode aumentar suas estatísticas através de treinamento (ele estudou para aumentar sua inteligência), ele acidentalmente entrou em uma área de combate para aqueles que têm um link para o abismo, o mundo oculto deles. Ele testemunhou uma batalha entre Kwon Si-Yeon e Hwan Seong-Gon, se envolvendo também. Ele foi abordado por Kwon Si-Yeon, que o questionou sobre sua identidade.
Han Ji-Han começou a perceber que precisava treinar para ter certeza de que estará seguro, caso seja pego em uma briga novamente, então treina sua capacidade de luta com objetos contundentes (ele usa um taco de beisebol). No caminho para casa, ele acidentalmente entra em outra área de combate, tendo que lutar contra zumbis que mais tarde ele descobre que eram almas acumuladas que Hwan Seong-Gon estava coletando. Ele então percebe que precisa conversar com seu amigo, Shin Seon-Il. Ji-Han assume que Seon-Il fazia parte deste mundo devido ao seu nível ser muito mais alto do que todos os outros ao seu redor, e sua suposição se mostra correta quando Seon-Il o ameaça, porque ele não sabe que Ji-Han se tornou parte deste mundo.
A história continua, com Han Ji-Han decidindo permanecer no mundo do abismo, colocando-o em muitas situações perigosas à medida que se torna mais forte para proteger a si mesmo e às pessoas ao seu redor.

## Personagens

### Han Ji-han
Han Ji-han ( hangul: 한지한; rr: Hanjihan ) adquire a 'habilidade Gamer'. Essa habilidade permite que ele evolua da mesma maneira que os personagens principais de um RPG eletrônico, isto é, com níveis. No entanto, ele descobre um mundo completamente novo (O Abismo) ao qual os seres humanos comuns estão alheios. O Abismo é muito ameaçador e assustador, comparável à subcultura da máfia ou a outras organizações secretas vilãs.

### Shin Seon-Il
Shin Seon-Il (hangul: 신선일; rr: Sinseon-il ) é amigo de infância de Han Ji-Han e frequenta a mesma escola que ele. Ele é o primeiro a descobrir a nova 'habilidade Gamer' de Ji-Han e também apresenta Ji-Han ao clã Cheonnbumoon. Sun-Il era inicialmente um pouco mais forte que Ji-Han em termos de 'níveis'.

### Kwon Si-Yeon
Kwon Si-Yeon (hangul: 권시연; rr: Gwonsiyeon) é uma estudante do ensino médio que se transferiu para a turma 8 do 2º ano. Ela também é uma usuária de habilidades e é do clã Yeonhonmoon, o clã que normalmente se opõe, mas atualmente é aliado à lua Cheonbon.

### Hwan Seong-Ah
Hwan Seong-Ah (환성아; Hwanseong-a) A filha de Hwan Seong-Gon e também uma aluna transferida na escola de Ji-Han um tempo depois da transferência de Si-Yeon. Ela se aproxima de Ji-Han, que tenta curá-la de uma doença estranha, com a ajuda de sua habilidade de cura recém-aprendida.

### Yujin Kim
Yujin Kim, apresentada pela primeira vez como presidente da turma de Han Ji-Han, era uma garota humana normal. Depois de ser sugada para a Grande Era do Labirinto (Um Espaço Protegido), ela é auxiliada por Han Ji-Han e aprende sobre o Abismo. Através da exposição às habilidades de Han Ji-Han, ela ganha uma afinidade com a magia e, por fim, decide continuar desenvolvendo suas habilidades como usuário de magia.

## Lista de capítulos
| Arco | Capítulos | Título                                                                   |
| ---- | --------- | ------------------------------------------------------------------------ |
| 1    | 1-4       | A missão acima da minha cabeça                                           |
| 2    | 5-8       | Hora de Treinar                                                          |
| 3    | 9-11      | Eu subi de nível                                                         |
| 4    | 12-14     | Grite meu nome!                                                          |
| 5    | 15-16     | Preciso de mais habilidades!                                             |
| 6    | 17-19     | Vamos encontrar uma festa                                                |
| 7    | 20-22     | Entre no Gear                                                            |
| 8    | 23-24     | Decisões sábias exigem conhecimento                                      |
| 9    | 25-28     | Somente com esforço você ganhará coragem para seguir seu próprio caminho |

A noção de arco foi abolida a partir do capítulo 29. A primeira temporada termina com o capítulo 86 (embora o próximo capítulo deva conter um epílogo e notas do autor).
O capítulo mais recente é 335.

## Traduções para o inglês
Quando a Naver Corporation começou a disponibilizar globalmente o conteúdo da web em 2014, muitos webtoons, incluindo o The Gamer, obtiveram traduções oficiais em inglês. Hankook Ilbo observou The Gamer como um exemplo de webtoon que apresenta a cultura coreana ao público que fala inglês. Juntamente com Tower of God e Girls of the Wild's, o The Gamer está entre os mais populares webtoons traduzidos em inglês oficiais a partir de 2018 (ao lado de Contos de demônios e deuses em geral).